# Błażej Podleśny
Błażej Podleśny (13 de setembro de 1995) é um voleibolista profissional polonês, jogador posição levantador. Desde a temporada 2020/2021 é jogador do austríaco clube SK Zadruga Aich/Dob.

## Títulos
Clubes
Campeonato Checo:
- 2019